# Dachhase

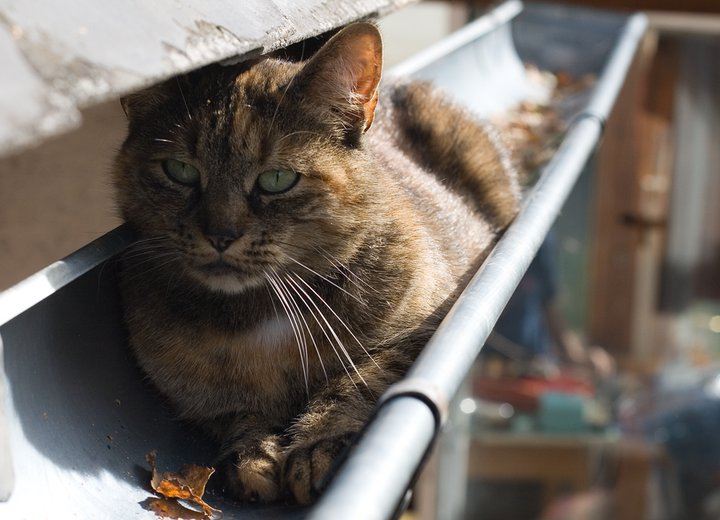
Dachhase

Dachhase ist eine scherzhafte Umschreibung für Hauskatze. Der Begriff Tachhase taucht bereits im Jahr 1665 in Johannes Praetorius’ Werk Ein gründlicher Bericht Vom Schnackischen Katzen-Veite auf. Dachhase war im Salzburgischen auch eine Bezeichnung für einen unzünftigen Zimmermann, der sich unters Dach verkriecht.

## Katzenfleisch zu Notzeiten
Zu Zeiten der Belagerung Wiens 1683 sollen sich die ärmeren Bevölkerungsgruppen mangels anderer Nahrung unter anderem von Katzenfleisch ernährt haben. Da eine ausgeweidete Katze ohne Kopf, Schwanz, Pfoten und Fell durchaus Ähnlichkeiten mit einem ausgeweideten Hasen hat und Katzen – im Gegensatz zu Hasen und Kaninchen – in der Lage sind, Dächer zu besteigen, wurden sie als Dachhasen bezeichnet. 

Karikatur zum Verzehr von Haustieren in der mitteleuropäischen Küche

In einem Bericht eines Pfarrers im Erzgebirge über die dortige Armut in den 1770er Jahren ist zu lesen: „Von dem nagenden Hunger gequält, stellen sie Hunden und Katzen nach. Das gefallene unreine Vieh machen sie zu ihrer Kost.“ Zu Beginn des 19. Jahrhunderts ist für Schlesien der Konsum von „Katzen und krepierten Pferden“ bezeugt. Über den Verzehr von Hundefleisch, Katzen und Igeln im mitteldeutschen Eichsfeld vom 18. bis ins 20. Jahrhundert berichtet für die Ortschaften Hundeshagen und Selm der Linguist Thorsten Weiland.
Eine bundesdeutsche Aufzählung von trichinenschaupflichtigen Lieferanten von „Fleisch zum Genuß für Menschen“ von 1960 nennt Hund, Katze, Fuchs, Dachs und Sumpfbiber.

## Der Dachhase in der Literatur
Auch in die Literatur ist das Wissen um vormals übliche, heute seltener auftretende Ernährungsvarianten eingegangen:
In der 1893 erschienenen Komödie Der Biberpelz von Gerhart Hauptmann nimmt der die Küche betretende Spitzel Motes an, dass sich Hasenbraten in der Pfanne befinde. Die Waschfrau Wolff antwortet daraufhin: „Dachhase vielleicht! Das ist eher meeglich!“. In dem im selben Jahr uraufgeführten Stück Die Weber fällt der Satz „Aso maß ma warten, bis een wieder amal aso a Hundl zulauft.“ 
In dem mehrfach verfilmten populären Schwank Der Etappenhase von Karl Bunje, der 1953 als erstes Theaterstück live im deutschen Fernsehen gesendet wurde (aus dem Millowitsch-Theater), wird ein Hasenbraten gegen einen Katzenbraten eingetauscht. 
In dem bekannten Kölner Karnevalslied De Wienands han 'nen Has em Pott. Miau! Miau! Miau! (1911) von Willi Ostermann geht es ebenfalls um den Verzehr einer Katze.